# 嘉義 (大字)
嘉義，是臺灣嘉義市的一個傳統地域名稱，也是全市行政中心所在地，位於該市市中心，跨越東區與西區。相較於今日行政區，其範圍大致包括東區的朝陽里不含東端、華南里西半部、民族里、東興里西半部、中山里西半部、太平里西南端、林森里南半部、北門里南半部、中央里、過溝里，以及西區的文化里、國華里不含西北端、番社里、西榮里、書院里、新富里、永和里不含西南部、後驛里東北端及東南端。

## 歷史
台灣日治初期，嘉義地區為一街庄，稱為「嘉義街」，隸屬於嘉義西堡。該街北與埤仔頭庄、臺斗坑庄為鄰，東與山仔頂庄為鄰，南邊為下路頭庄、車店庄，西邊為竹圍仔庄。
1901年（日治明治三十四年）11月，全台設置二十廳，該街隸屬於嘉義廳。1909年（明治四十二年）10月，合併二十廳為十二廳，該街仍隸屬於嘉義廳。1920年（大正九年），廢十二廳改設五州二廳，該街改制為「嘉義」大字，隸屬於臺南州嘉義郡嘉義街。1930年，嘉義街升格為州轄嘉義市，本地區仍隸屬之。
1932年嘉義市市區實施町名改正，本地區劃分成新高町、山下町、 宮前町、東門町、朝日町、檜町、北門町、元町、南門町、榮町、西門町、新富町、末廣町、黑金町、堀川町、玉川町、白川町等17個町。
戰後嘉義市改制為省轄市，町及大字亦改制為里。1946年7月嘉義市改劃為四個區，再將臺南縣水上鄉、太保鄉劃入並改為區，合計為六個區，本地區分別隸屬於新東區、新西區、新南區、新北區。1950年8月，嘉義市廢除省轄市資格，並切割為新東、新西、新南、新北、水上與太保等四鎮二鄉，本地區分別隸屬於新東鎮、新西鎮、新南鎮、新北鎮。1951年11月撤銷新東、新南、新西、新北等四鎮，合併為縣轄嘉義市。1982年7月1日，嘉義市再次升格為省轄市。1990年10月6日，嘉義市劃分為東、西二區，本地區分別隸屬於東區與西區。

## 聚落
本地區發展較早的聚落為嘉義、雲霄厝、菜園等，在日治期初期的官方地圖上已有記載。其後因人口增加，各聚落已連成一片。

## 學校
- 國立華南高級商業職業學校
- 國立嘉義大學附設實驗國民小學
- 嘉義市東區民族國民小學

## 廟宇
- 嘉邑玉皇宮
- 嘉邑大天宮
- 九華山地藏庵
- 鎮南聖神宮
- 忠義十九公廟
- 嘉義慈濟宮
- 福社宮